# Розкол російської церкви
Розкол московської церкви — розкол в московській церкві в 1650-х — 1660-х роках, що виник в ході проведення церковної реформи розпочатої патріархом Никоном.
Никоніа́нство, також никоніа́нський розко́л, никоніанська є́ресь, новообря́дництво — термін з негативною оціночною конотацією, полемічно використовуваний прихильниками старообрядництва щодо прихильників богослужбової реформи в Московській церкві XVII сторіччя. Назва походить від імені Патріарха Никона, який спільно з царем Олексієм Михайловичем і за згодою деяких Східних патріархів та самозванців, які видавали себе за грецьких єпископів, здійснив рішеннями соборів 1654 і 1655 ряд змін в московських богослужбових звичаях і книгах, приводячи їх у згоду з новогрецькими (грецькі ж нововведення були здійснені після Флорентійської Унії під впливом Риму). Одним з наслідків реформи був никоніанський розкол. Собори 1666 і 1667 прокляли всіх православних християн, що притримуються древніх правил і обрядів. З точки зору старообрядців, навпаки, православними є саме старообрядці, никоніани — розкольниками, а собори 1666 і 1667 років — «розбійницькі».